# دهستان زیرکوه (زیرکوه)
زیرکوه دهستانی در بخش مرکزی شهرستان زیرکوه استان خراسان جنوبی ایران است. بر پایه سرشماری عمومی نفوس و مسکن در سال ۱۳۹۰ جمعیت این دهستان ۷۷۹۹ نفر (در ۲۰۸۵ خانوار) بوده است.